# Okenia kondoi
Okenia kondoi è un mollusco nudibranchio della famiglia Goniodorididae.
L'epiteto specifico è un omaggio al malacologo statunitense Yoshio Kondo (1910 - 1990).

## Distribuzione e habitat
Si trova al largo del Giappone, delle Filippine e delle isole Marshall.